# ریوکو واتانابه
ریوکو واتانابه (انگلیسی: Ryoko Watanabe؛ زاده ۱۵ ژوئیهٔ ۱۹۶۱) یک بازیگر خانم فیلم صورتی و یک مانکن اهل ژاپن است. 